# ランジョウサウルス
ランジョウサウルス（学名Lanzhousaurus）は、前期白亜紀に現在の中国甘粛省付近に生息していた鳥脚類恐竜の属である。部分的な骨格が発掘されている。これは、2005年にYou, Ji および Li によりタイプ種Lanzhousaurus magnidensとして記載されている。

## 特徴
ランジョウサウルスはおそらくその "驚くほど巨大な歯"を特筆すべきであり、これはこれまでに発見された草食動物では最大である、そしてそれはイグアノドン類のスティラコステルナ類に属していることを示す。下顎骨は1mを越え、この動物が非常に大きなものであったことを指し示す。属名は発見地である甘粛省蘭州とギリシャ語でトカゲを意味するsaurosに由来する、また種小名magnidensはその巨大な歯にちなむ。

## 参照
- https://web.archive.org/web/20090425151715/http://www.thescelosaurus.com/iguanodontia.htm